# 君賀村
君賀村（きみがむら）は茨城県稲敷郡にかつて存在した村である。

## 地理
- 現在の稲敷市の西部、旧江戸崎町の南西部に位置する。
- 村域は台地と平地が入り組む谷戸が多い地形になっている。
- 村は霞ヶ浦の支流小野川の北岸に位置する。

## 歴史
村名は上君山村・下君山村の君と羽賀村の賀を組み合わせて君賀村となった。

### 村域の変遷
- 1889年（明治22年）4月1日 - 町村制施行により、村田村・羽賀村・松山村・上君山村・下君山村が合併し信太郡君賀村が発足。
- 1896年（明治29年）4月1日 - 信太郡は河内郡と合併し稲敷郡が発足。稲敷郡君賀村になる。
- 1954年（昭和29年）11月3日 - 君賀村は江戸崎町・沼里村・鳩崎村・高田村とともに合併し江戸崎町が発足。君賀村は消滅。

変遷表
| 1868年 以前 | 1868年 以前 | 1868年 以前 | 明治22年 4月1日 | 明治29年 4月1日 | 明治29年 4月1日 | 昭和29年 11月3日 | 平成17年 3月22日 | 現在   |
| ----------- | ----------- | ----------- | --------------- | --------------- | --------------- | ---------------- | ---------------- | ------ |
| 信太郡      |             | 村田村      | 君賀村          | 稲敷郡 発足     | 君賀村          | 江戸崎町         | 稲敷市           | 稲敷市 |
| 信太郡      | 羽賀村      |             | 君賀村          | 稲敷郡 発足     | 君賀村          | 江戸崎町         | 稲敷市           | 稲敷市 |
| 信太郡      | 松山村      |             | 君賀村          | 稲敷郡 発足     | 君賀村          | 江戸崎町         | 稲敷市           | 稲敷市 |
| 信太郡      | 上君山村    |             | 君賀村          | 稲敷郡 発足     | 君賀村          | 江戸崎町         | 稲敷市           | 稲敷市 |
| 信太郡      | 下君山村    |             | 君賀村          | 稲敷郡 発足     | 君賀村          | 江戸崎町         | 稲敷市           | 稲敷市 |

## 人口・世帯

### 人口
総数 [単位： 人]
| 1891年（明治24年） | 1,695 |
| 1920年（大正 9年） | 2,023 |
| 1935年（昭和10年） | 2,019 |
| 1950年（昭和25年） | 2,327 |

### 世帯
総数 [単位： 世帯]
| 1920年（大正 9年） | 376 |
| 1935年（昭和10年） | 368 |
| 1950年（昭和25年） | 419 |